# Evert Kroon
Evert Gerrit Kroon (Hilversum, 9 settembre 1946 – Hollandsche Rading, 1º aprile 2018) è stato un pallanuotista olandese, vincitore di una medaglia di bronzo alle olimpiadi di Montréal 1976.